# Țara de Foc

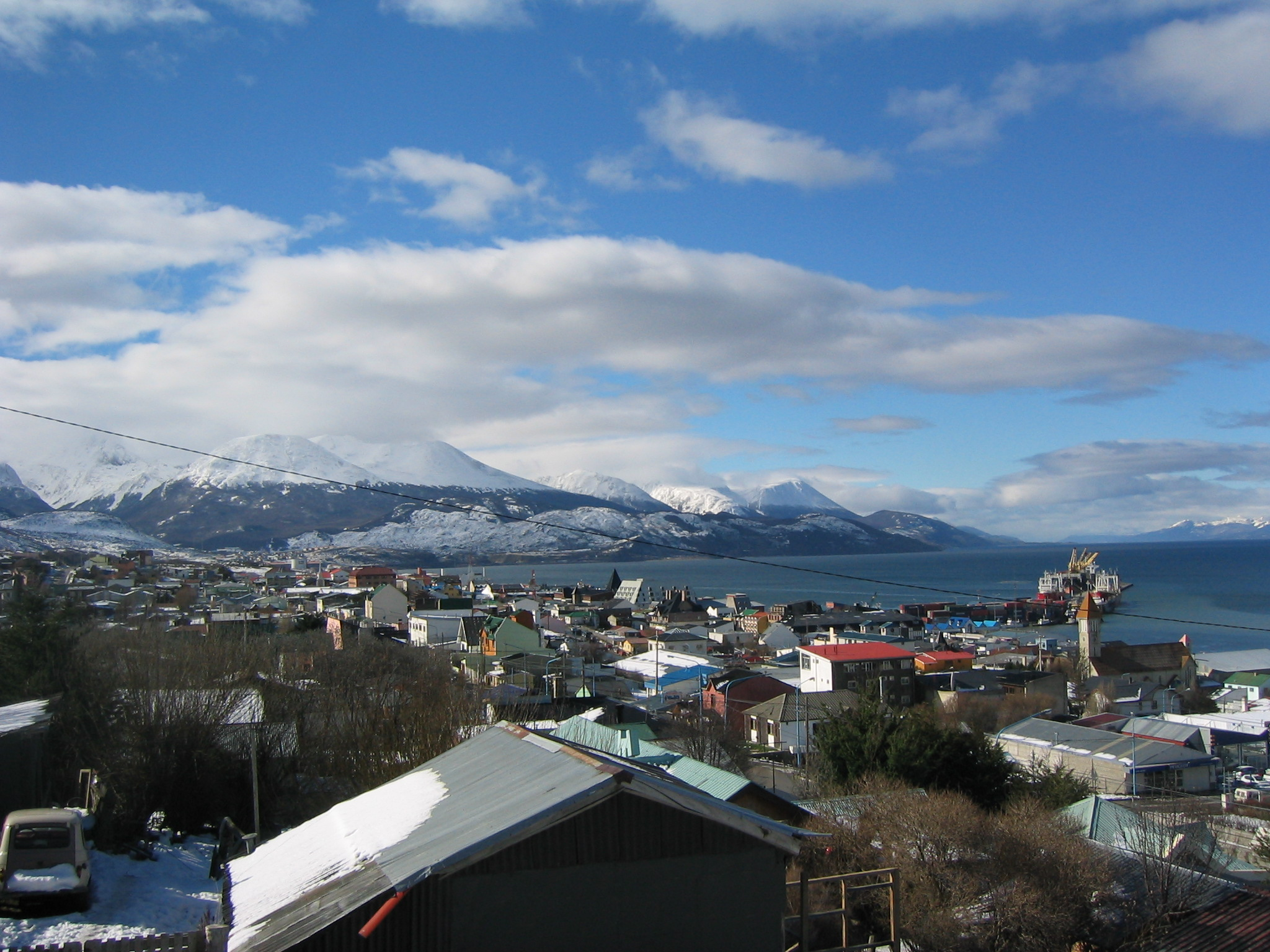
Ushuaia, lângă Canalul Beagle

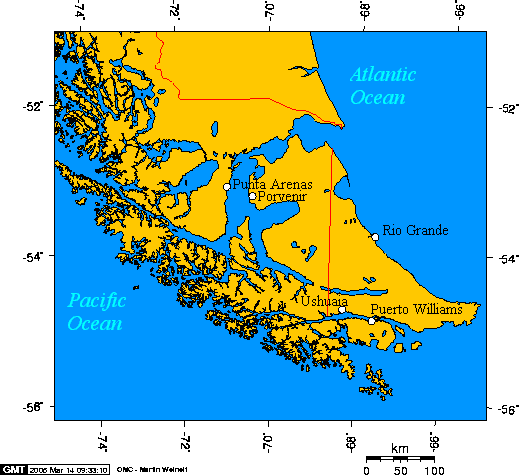
Harta Țării de Foc

Țara de Foc (spaniolă Tierra del Fuego) este o grupă de insule la capătul cel mai sudic al Americii de Sud, fiind despărțită de continentul american prin strâmtoarea Magellan. Insulele Țării de Foc au în total o suprafață de 73.746 km², având cca. 251.000 de locuitori (2006), din care insula principală are o întindere de 47.000 km². În partea estică a insulelor trăiesc cca. 151.000 de argentinieni pe când în vest sunt cca. 100.000 de chilieni. În anul 1881 Țara de Foc este împărțită între Argentina și Chile granița fiind pe linia meridianului vestic de 68°36'.

## Geografie
Prelungirea Anzilor Cordilieri alcătuiesc aici munții Cordillera Darwin ce ating aproape o înălțime de  2.500 m având o serie de ghețari, cu vârfurile mai importante Cerro Darwin, 2.488 m și Cerro Sarmiento, 2.235 m, lanțul muntos aparține de parcul național Alberto de Agostini.

### Localități

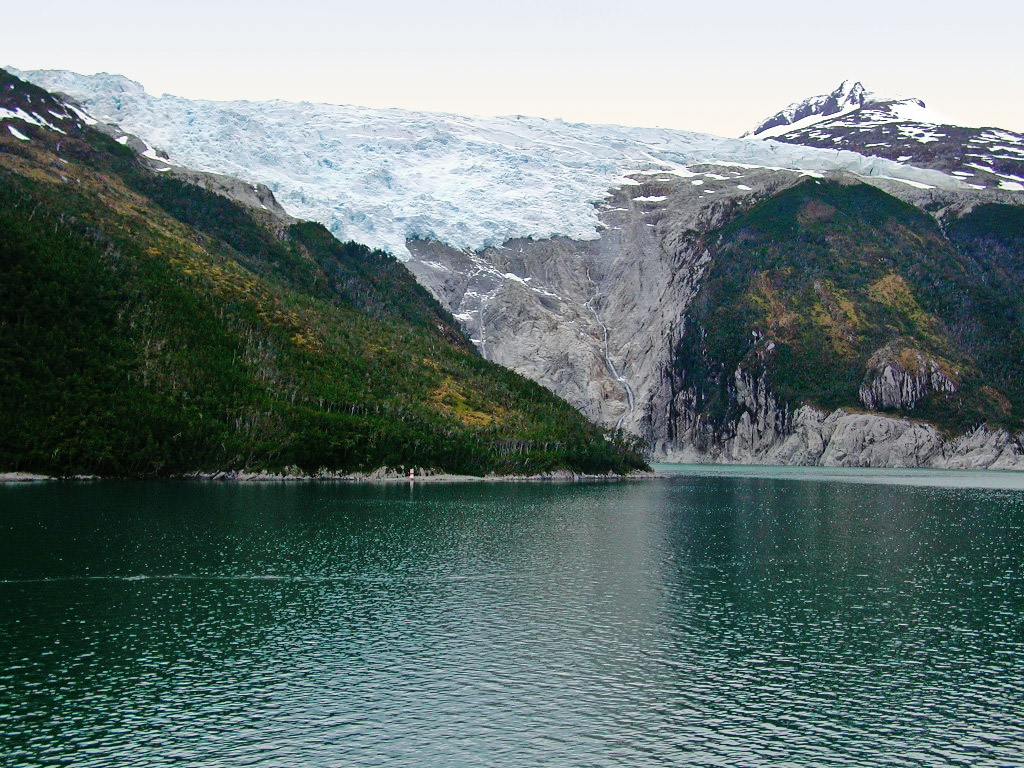
Gheţar lângă canalul Beagle

Localitățile mai importante sunt:
1. Ushuaia (ca. 65.000 loc.)
2. Río Grande (ca. 60.000 loc.)
3. Porvenir (ca. 5.000 loc.)
4. Puerto Williams (ca. 2.000 loc.)

### Clima
Țara de Foc este situată în zona de climă rece în emisfera de sud a globului, caracterizată prin diferențe mari de la o regiune la alta. Astfel în vest cantitatea precipitațiilor atinge 6.000 mm/an, pe când în est fiind mult mai reduse (cca. 250 mm/an), ceea ce prin comparație ar fi ca și raportul dintre precipitațiile bogate din zona pădurilor ecuatoriale cu zona aridă de semideșert. Temperaturile medii sunt scăzute atingând valoare de cca. 7°, fiind sub valoarea temperaturii medii din Europa centrală. Vânturile din regiune sunt vânturi intense ce bat tot timpul anului atingând uneori amploarea unor furtuni puternice.

### Vegetația
Vegetația de pe insule, aparține zonei de vegetației bogate antarctice existente pe Noua Zeelandă, insulele Kerguelen (insule aproape nelocuite din Oceanul Indian în apropiere de Antarctica) și Insulele Falkland (span. "Islas Malvinas" situate în Oceanul Atlantic de sud la est de Țara de Foc).
Precipitațiile bogate cu temperaturi mai blânde în văi permite pe un areal restrâns dezvoltarea unor păduri verzi tot timpul anului, compuse mai ales din fagacee (Nothofagus pumilio și Nothofagus antarctica), ce ating altitudini între 200 și 400 de m. În afară de copaci mai cresc arbuști și plante ierboase, astfel se pot aminti: coacăzele (Ribes magellanicum), agrișul ( Grossulariaceae) și fucsiile (Fuchsia magellanica), plante cățărătoare și epifite (alge, mușchi), ferigi din familia „ Hymenophyllaceae”. In regiunea din apropierea coastelor din cauza furtunilor puternice lipsesc pădurile, aici predomină vegetația ierboasă ca: „Festuca gracillima”, „Alopecurus magellanicus” cu tufișuri pitice de Nothofagus, foarte răspândit este mușchiul, tundra cu mlaștini în partea de vest a Țării de Foc, aici exploatatându-se turba.

## Istoric
Istoria regiunii este strâns legată de descoperirea și colonizarea teritoriului din jurul strâmtorii Magellan. Abia în anul 1881 este stabilită granița care împarte Țara de Foc între Argentina și Chile.

Urme istorice atestă existența paleoindienilor deja în anii 9.800 î.Hr. care până prin 1520 d.Hr. erau ocupați cu vânatul, urme care se retrag în timpul perioadei de glaciație din pleistocen, ulterior când strâmtoarea Magellan este umplută cu apă împiedică retragerea locuitorilor pe continentul american. 
In urmă cu 3000 de ani sunt dovezi istorice care atestă că dispar unele specii cum ar fi calul sălbatic, sau leneșul uriaș, pentru asigurarea hranei fiind vânate de indieni alte ierbivore din regiune.

### Descoperirea strâmtorii Magellan și procesul de colonizare
Descoperirea strâmtorii Magellan în octombrie 1520 prin expediția lui Ferdinand Magellan care căuta calea maritimă spre insulele Moluce cu mirodenii (insule ce aparțin de Indonezia situate între insulele Noua Guinee și Sulawesi). Traversarea canalului a durat 20 de zile, timp în care echipajul lui Magellan, a văzut numai fumul produs de focurile de tabără ale indienilor.
Magellan denumește canalul „Estreito de Todos los Santos” (Canalul de Ziua Morților), nefiind nici o dovadă care atestă faptul că Magellan ar fi pus piciorul pe una din insule.
Ca urmare a descoperirii strâmtorii, acesta devine calea maritimă spre mirodenii, din Asia, sau aurul și argintul din Peru.
Ulterior navigatorul englez Francis Drake în călătoriile lui (1577 - 1580), traversează canalul numai în 16 zile, a însemnat sfâșitul dominației și siguranței spaniole pe mare față de corăbiile de piraterie engleze, franceze și olandeze. Prin anii 1550-1559 sunt întreprinse o serie de cercetări spaniole a Patagoniei și Țării de Foc.

- Pirați olandezi sub conducerea lui „Willem Cornelisz Schouten” înconjoară în anul 1615 Țara de Foc și Capul Horn ce aparține de coasta Chile, fiind urmat de o expediție spaniolă (1618 - 1619 sub conducerea lui „Bartolomé García de Nodal”, o expediție engleză (1669-1670) condusă de „John Narborough” și de expediție franceză (De Gennes și De Beachesne).
- „John Byron” întreprinde o acțiune de cercetare (1764 - 1766) a insulelor Falkland și Țării de Foc.
- Navigatorul englez James Cook străbate canalul Magellan în 1769, fiind primul care descoperă cercul polar de sud.
- Expedițiile lui Parker King și Fitz Roy (1826 - 1836) au o însemnătate istorică pentru Patagonia și Țara de Foc, fiind luate în evidență date geografice importante din punct de vedere cartografic, hidrografic, care au descoperit canalul Beagle, la această expediție a luat parte și tânărul Charles Darwin care scrie despre aceste cercetări în lucrarea „Diary of a Naturalist Around the World”.
- Colonizarea  (1848 - 1906) începută de spanioli și încercarea de integrare și dominare spaniolă a Țării de Foc n-a fost încununată de succes.
Prima încercare de colonizare sistematică a regiunii este făcută în prima jumătate a secolului XIX, aceasta colonizare fiind întârziată de faptul că Țara de Foc este lipsită de porturi naturale, nefiind de importanță deosebită pentru corăbii în afară de aprovizionare cu hrană și apă potabilă.
- Chile în anul 1818 proclamă definitiv independența față de dominația colonială spaniolă, acțiunea de încercare franceză (regele Louis Philipp 1773-1830) de a ocupa Patagonia de sud, a determinat reacția politică din Chile, de a asigura din punct de vedere militar Canalul Magellan și colonizarea Țării de Foc.
- Imigrarea continuă, și politica de discriminare argentiniană cu premii puse pe capul unui indian, a determinat un genocid a populației băștinașe, la care a contribuit și Muzeul antropologic din Londra care plătea 8 lire sterline pe o țeastă de indian.
Merite însemnate în acțiunea de salvare a băștinașilor o are preotul și misionarul austriac Martin Gusinde care în anul 1917 cercetează cultura indiană.

## Economie
In partea de nord vest a regiunii, sunt pășuni întinse, ceea ce a favorizat creșterea ovinelor, aceasta se practică nestânjenit după aplanarea în anul 1881 a confictelor de graniță dintre Argentina și Chile. Comerțul principal făcându-se cu carne și lână, creșterea ovinelor fiind tot mai mult monopolizat în detrimentul populației băștinașe.
- Febra de aur a cuprins și Țara de Foc (1880-1910) după ce un locotenent de marină din Chile a descoperit aur. La lucrările de prospecțiuni geologice a luat parte în anii 1884 și inginerul român Julius Popper.

Aurul găsit de căutători era vândut în Punta Arenas, de unde ajunge pe piețele din Montevideo, Santiago de Chile și apoi în Europa. După anul 1910 scade cantitatea de aur, exploatarea de aur fiind sistată.